# یوگنی لیپیف
یوگنی لیپیف (انگلیسی: Yevgeny Lipeyev؛ زادهٔ ۲۸ فوریهٔ ۱۹۵۸) ورزشکار پنج‌گانه مدرن اهل اتحاد جماهیر شوروی سوسیالیستی بود.
وی در مسابقات کشوری و بین‌المللی در مجموع برندهٔ ۱ مدال طلا شده‌است.